# Teatre Barcelona
El Teatre Barcelona estava situat a la Rambla de Catalunya, números 2-4, i va funcionar entre 1923 i 1983. Construït sobre el solar de l'antic Gran Saló Doré o Teatre Doré, on hi havia hagut també l'Eslava.
El teatre, inaugurat el 7 de març del 1923, era obra de l'arquitecte Josep Anglada i Artigas, que va dissenyar una façana d'estil neobarroc d'aire afrancesat, amb diversos elements d´estil barroc. Tenia platea i dos pisos en ferradura, el segon dels quals presentava tres finestres amb arcs entre pilastres, i estava coronat per un frontó corbat al centre del qual un medalló presentava el nom del teatre, voltat per dues escultures i un gerro. L'estructura de fusta i la façana d'estuc va fer que, en ser abandonat, l'edifici es deteriorés ràpidament.
L'abril de 1923 hi actuava el pianista Emil von Sauer. El març de 1924 van estrenar-s'hi a Barcelona les òperes de cambra Fantochines, de Conrado del Campo (estrenada a Madrid uns mesos abans), i El mestre de música, de Ferdinand Paer.
Malgrat que es va dedicar fonamentalment al teatre en castellà, també hi actuaren als anys vint i trenta, les companyies de Mercè Nicolau, Josep Santpere o Josep Claramunt. Els seus moments més brillants van ser durant els anys trenta i cinquanta, quan va veure estrenes d'obres importants i actuacions de companyies i actors de prestigi.
Al setembre de 1935 Margarida Xirgu hi representà La dama boba, de Lope de Vega, adaptada per García Lorca. i també Yerma, tot just acabada d'estrenar a Madrid. El 6 d'octubre de 1935 va tenir lloc un recital poètic de Federico García Lorca i Margarida Xirgu, adreçat als obrers de Catalunya, convocats pels diversos ateneus obrers. Hi va una multitud que va omplir el teatre i el carrer, essent retransmès el recital per ràdio. El 13 de novembre de 1935 va tenir-hi lloc l'estrena absoluta de Nuestra Natacha, obra de teatre d'Alejandro Casona, amb Pepita Díaz i Manolo Collado. Als anys cinquanta van ser freqüents les actuacions de Maria Asquerino, Lili Murati, IIsmael Merlo, José Bódalo, etc. O dels cantants Manuel Ausensi i Concha Piquer.
Un dels últims espectacles que s'hi van fer va ser la reposició de Mori el Merma, espectacle de la companyia La Claca amb figurins de Joan Miró, el 1979. L'última obra representada va ser Yo me bajo en la próxima, ¿y usted?, amb Fernando Guillén i Rosa Maria Sardà: mentre s'hi representava, el teatre va ser clausurat per les autoritats pel perill d'enfonsament de l'estructura.
Tancat el 1983 i abandonat, el va comprar la Caixa d'Estalvis de Sabadell, que el va vendre el 1986 a una empresa hotelera. L'Ajuntament de la ciutat, presidit aleshores per Narcís Serra, va estudiar diversos projectes per a l'adquisició del teatre, que no van prosperar. Ja enderrocat el 1987, i amb el solar desmantellat, s'hi va projectar un edifici d'oficines que inclouria un petit teatre per a 360 persones, el Barcelona City Hall, que va obrir les portes el 15 de setembre del 1995.

## Programació
- 1935, Nuestra Natacha, obra de teatre d'Alejandro Casona
- 1955. El caso de la señora estupenda de Miguel Mihura. Companyia d'Amparo Rivelles.
- 1956. La guerra empieza en Cuba de Ruiz Iriarte. Companyia de Tina Gascó.
- 1959, Gigi, de Colette. Amb Núria Espert
- 1962. Culpables de Jaime Salom, Direcció de Antonio Chic amb Luchy Soto i Luis Peña
- 1962. Conoce ustde a esta mujer?, d'Alfonso Paso. Amb Maria Fernanda d'Ocón
- 1972. Una casa d'...embolics d'Alvaro Portes, amb Josefina Güell
- 1979, Mori el Merma, Companyia La Claca
- 1979, Don Jaume el Conqueridor, de Pitarra. Companyia de Joan Borràs
- 1981, La bella Helena. Companyia del Teatre Lliure
- 1981, Nou de Trinca. La Trinca
- 1982, Doña Rosita la soltera, de Federco García Lorca. Compañía del Centro Dramático Nacional
- 1983, Yo me bajo en la próxima, ¿y usted?, d'Adolfo Marsillach, amb Fernando Guillén i Rosa Maria Sardà[1][3]